# Acle
Acle est une ville du district de Broadland dans le comté de Norfolk, en Angleterre.
Elle est située entre Norwich et Great Yarmouth.
À proximité d'Acle se trouve la rivière Bure (en) et le parc national The Broads.